# В'язівниця (Підкарпатське воєводство)
В'язівниця (пол. Wiązownica) — село в Польщі, у гміні В'язівниця Ярославського повіту Підкарпатського воєводства.
Населення — 1912 осіб (2011), у тому числі 999 жінок та 915 чоловіків.

## Історія
1945 року 45 сімей (163 особи) української громади були виселені до населених пунктів Станіславської, Дрогобицької та Львівської областей УРСР.
У 1975—1998 роках село належало до Перемишльського воєводства.

## Демографія
Демографічна структура станом на 31 березня 2011 року:
|          | Загалом | Допрацездатний вік | Працездатний вік | Постпрацездатний вік |
| -------- | ------- | ------------------ | ---------------- | -------------------- |
| Чоловіки | 913     | 214                | 615              | 84                   |
| Жінки    | 999     | 232                | 574              | 193                  |
| Разом    | 1912    | 446                | 1189             | 277                  |